# Cuspidaria subtorta
Cuspidaria subtorta is een tweekleppigensoort uit de familie van de Cuspidariidae. De wetenschappelijke naam van de soort werd in 1878 voor het eerst geldig gepubliceerd door Georg Ossian Sars.